# Doukouria
Doukouria est une commune du Mali, dans le Cercle de Goundam et la région de Tombouctou.

## Histoire
La commune de Doukouria abrite le site de la bataille de Tacoubao qui opposa en janvier 1894 les troupes françaises au Kel Tamasheq. Le 14 novembre 2011, le Conseil des ministres a adopté un projet de décret relatif au classement dans le patrimoine culturel national du site historique de la bataille de Tacoubao.